# Robert Quine
Robert Quine (* 30. Dezember 1942 in Akron/Ohio; † 29. Mai 2004 in New York) war ein US-amerikanischer Musiker und Gitarrist. Quine galt als ein Pionier der New Yorker Punkszene. Er arbeitete mit Größen wie John Zorn, Brian Eno und Lou Reed, der Quine als einen „großartigen Gitarristen“ bezeichnete.

## Leben und Werk
Er startete seine Karriere Mitte der 1970er-Jahre als Gitarrist der Punkband Richard Hell and The Voidoids. In dieser Zeit entstanden zwei Alben, darunter 1977 das Album Blank Generation.
Beeinflusst war Quine hauptsächlich von der Pop-Art-Band The Velvet Underground, mit deren Gitarrist Lou Reed Quine später eng zusammenarbeitete. In den 1980er-Jahren war Quine festes Mitglied in dessen Band. Später entstanden Alben zusammen mit Brian Eno und dem weltbekannten Avantgarde-Jazzer John Zorn. 1985 gab Quine ein Gastspiel auf Tom Waits Album Rain Dogs und arbeitete als Studiogitarrist für Lloyd Cole. Es folgte eine lange Zusammenarbeit mit dem Sänger und Liedtexter Matthew Sweet. Im Rahmen des Charles-Mingus-Projektes Weird Nightmare: Meditations on Mingus arbeitete er 1992 mit Greg Cohen, Art Baron, Don Alias und Bill Frisell zusammen.
Lou Reed zum Tode Robert Quines: „Robert Quine war ein großartiger Gitarrist. Er besaß eine außergewöhnliche Mischung aus Geschmack, Intelligenz und Rock‘n’Roll-Eigenschaften.“
Robert Quine starb an einer Überdosis Heroin und wurde am Samstag, dem 5. Juni 2004 tot von seinem Freund Rick Kelly, einem Gitarrenbauer, in seinem New Yorker Apartment aufgefunden. Nach Angaben der New Yorker Polizei handelte es sich um einen Suizid; ein Abschiedsbrief wurde aufgefunden. Es wird davon ausgegangen, dass Quine sich bereits eine Woche zuvor, am Wochenende des US-amerikanischen Memorial Day – also zwischen dem 29. und 31. Mai 2004 – das Leben genommen hatte.
Kelly sagte dem Magazin Billboard in einem Interview zum Suizid Quines, dass er nicht über den Tod seiner kürzlich verstorbenen Frau hinweggekommen sei. Quine wurde 61 Jahre alt.

## Werke (Auswahl)
- 1977: Blank Generation (mit Richard Hell & The Voidoids)
- 1981: Escape (mit Jody Harris)
- 1982: Destiny Street (mit Richard Hell & The Voidoids)
- 1982: The Blue Mask (mit Lou Reed)
- 1983: Legendary Hearts (mit Lou Reed)
- 1984: Live in Italy (mit Lou Reed)
- 1984: Basic (mit Fred Maher)
- 1997: Painted Desert (mit Ikue Mori und Marc Ribot)
- 2001: The Bootleg Series Volume 1: The Quine Tapes;
Drei-CD-Box mit Velvet-Underground-Live-Aufnahmen, die Quine 1969 mit einem Kassettenrekorder aufgenommen hatte.